# Radîhivșciîna, Radîvîliv
Radîhivșciîna (în ucraineană Радихівщина) este un sat în comuna Berezînî din raionul Radîvîliv, regiunea Rivne, Ucraina.

## Demografie
Componența lingvistică a localității Radîhivșciîna
     Ucraineană (100%)
Conform recensământului din 2001, toată populația localității Radîhivșciîna era vorbitoare de ucraineană (100%).